# کلتنر (کنتاکی)
کلتنر (به انگلیسی: Keltner) یک منطقهٔ مسکونی در ایالات متحده آمریکا است که در شهرستان ادیر، کنتاکی واقع شده‌است. کلتنر ۲۹۴٫۱۴ متر بالاتر از سطح دریا واقع شده‌است.